# Bahnstrecke Wiesloch–Meckesheim
| Strecken Wiesloch–Meckesheim und Wiesloch Stadt–Waldangelloch | |                                               |                                               |
| Streckennummer (DB): | 9415 |                                               |                                               |
| Kursbuchstrecke (DB): | bis 1970: 301a Wiesloch–Schatthausen 301b Wiesloch–Waldangelloch 301c Wiesl.-Walldorf–Wiesl. Stadt 318n (1946) 318p, 318q (Wiesloch-Walldorf– Wiesloch Stadt 1946) |                                               |                                               |
| Streckenlänge: | 18,75 km |                                               |                                               |
| Spurweite: | 1435 mm (Normalspur) |                                               |                                               |
| Stromsystem: | Wiesloch-Walldorf– Wiesloch Oberstadt: 500 V = |                                               |                                               |
| Maximale Neigung: | 28 ‰ |                                               |                                               |
| Minimaler Radius: | 200 m |                                               |                                               |
| | |                                               |                                               |
| \| \| \| von Mannheim \| \| \| \| 0,0 \| Wiesloch-Walldorf (früher: Wiesloch Staatsbf) \| Wiesloch-Walldorf (früher: Wiesloch Staatsbf) \| \| \| \| nach Basel \| \| \| \| \| Neustrassierung 1986/1987 \| \| \| \| 0,7 \| Bundesstraße 3 \| Bundesstraße 3 \| \| \| 1,1 \| ehemalige Bundesstraße 39 \| ehemalige Bundesstraße 39 \| \| \| 1,1 \| Wiesloch-Frauenweiler (ab 1950) \| Wiesloch-Frauenweiler (ab 1950) \| \| \| 1,6 \| Ende Neustrassierung \| Ende Neustrassierung \| \| \| 2,4 \| Waldangelbach \| Waldangelbach \| \| \| 3,1 \| Wiesloch Stadt \| Wiesloch Stadt \| \| \| \| nach Waldangelloch \| \| \| \| 3,8 \| Wiesloch Heilanstalt (bis 1957) \| Wiesloch Heilanstalt (bis 1957) \| \| \| 4,0 \| Wiesl. Ost (Landeskrankenh.) (ab 1957) \| Wiesl. Ost (Landeskrankenh.) (ab 1957) \| \| \| \| Leimbach \| \| \| \| 4,7 \| Altwiesloch \| Altwiesloch \| \| \| 6,8 \| Dielheim \| Dielheim \| \| \| \| Gauangelbach \| \| \| \| 9,1 \| Horrenberg \| Horrenberg \| \| \| 10,8 \| Baiertal \| Baiertal \| \| \| 11,8 \| Baiertal Oberdorf \| Baiertal Oberdorf \| \| \| 13,6 \| Schatthausen \| Schatthausen \| \| \| \| von Jagstfeld \| \| \| \| \| von Neckarelz \| \| \| \| 18,8 \| Meckesheim \| Meckesheim \| \| \| \| nach Heidelberg \| \| | |                                               |                                               |
| Strecke | | von Mannheim                                  | von Mannheim                                  |
| Bahnhof | 0,0 | Wiesloch-Walldorf (früher: Wiesloch Staatsbf) | Wiesloch-Walldorf (früher: Wiesloch Staatsbf) |
| Abzweig ehemals geradeaus und nach rechts | | nach Basel                                    | nach Basel                                    |
| Verschwenkung von links (Strecke außer Betrieb) · Verschwenkung von rechts (Strecke außer Betrieb) | | Neustrassierung 1986/1987                     | Neustrassierung 1986/1987                     |
| Strecke (außer Betrieb) · Brücke (Strecke außer Betrieb) | 0,7 | Bundesstraße 3                                | Bundesstraße 3                                |
| Strecke (außer Betrieb) · Brücke (Strecke außer Betrieb) | 1,1 | ehemalige Bundesstraße 39                     | ehemalige Bundesstraße 39                     |
| Haltepunkt / Haltestelle (Strecke außer Betrieb) · Strecke (außer Betrieb) | 1,1 | Wiesloch-Frauenweiler (ab 1950)               | Wiesloch-Frauenweiler (ab 1950)               |
| Verschwenkung nach links (Strecke außer Betrieb) · Verschwenkung nach rechts (Strecke außer Betrieb) | 1,6 | Ende Neustrassierung                          | Ende Neustrassierung                          |
| Brücke über Wasserlauf (Strecke außer Betrieb) | 2,4 | Waldangelbach                                 | Waldangelbach                                 |
| Bahnhof (Strecke außer Betrieb) | 3,1 | Wiesloch Stadt                                | Wiesloch Stadt                                |
| Abzweig geradeaus und nach rechts (Strecke außer Betrieb) | | nach Waldangelloch                            | nach Waldangelloch                            |
| Bahnhof (Strecke außer Betrieb) | 3,8 | Wiesloch Heilanstalt (bis 1957)               | Wiesloch Heilanstalt (bis 1957)               |
| Haltepunkt / Haltestelle (Strecke außer Betrieb) | 4,0 | Wiesl. Ost (Landeskrankenh.) (ab 1957)        | Wiesl. Ost (Landeskrankenh.) (ab 1957)        |
| Brücke über Wasserlauf (Strecke außer Betrieb) | | Leimbach                                      | Leimbach                                      |
| Haltepunkt / Haltestelle (Strecke außer Betrieb) | 4,7 | Altwiesloch                                   | Altwiesloch                                   |
| Bahnhof (Strecke außer Betrieb) | 6,8 | Dielheim                                      | Dielheim                                      |
| Brücke über Wasserlauf (Strecke außer Betrieb) | | Gauangelbach                                  | Gauangelbach                                  |
| Bahnhof (Strecke außer Betrieb) | 9,1 | Horrenberg                                    | Horrenberg                                    |
| Bahnhof (Strecke außer Betrieb) | 10,8 | Baiertal                                      | Baiertal                                      |
| Haltepunkt / Haltestelle (Strecke außer Betrieb) | 11,8 | Baiertal Oberdorf                             | Baiertal Oberdorf                             |
| Bahnhof (Strecke außer Betrieb) | 13,6 | Schatthausen                                  | Schatthausen                                  |
| Abzweig ehemals geradeaus und von rechts | | von Jagstfeld                                 | von Jagstfeld                                 |
| Abzweig geradeaus und von rechts | | von Neckarelz                                 | von Neckarelz                                 |
| Bahnhof | 18,8 | Meckesheim                                    | Meckesheim                                    |
| Strecke | | nach Heidelberg                               | nach Heidelberg                               |

Die Bahnstrecke Wiesloch–Meckesheim war eine privat betriebene Eisenbahnstrecke im Rhein-Neckar-Kreis, Baden-Württemberg, deren Personenverkehr 1980 eingestellt wurde; der Güterverkehr folgte zehn Jahre später. Sie führte vom Bahnhof Wiesloch-Walldorf zum Bahnhof Meckesheim.
Die Betreiber und Eigentümer der Nebenbahn waren allesamt private Eisenbahngesellschaften: Von der Eröffnung bis zum 31. Dezember 1931 betrieb die Badische Lokal-Eisenbahnen AG (im Folgenden BLEAG genannt) die Strecke, ihr folgte vom 1. Januar 1932 bis zum 30. April 1963 die Deutsche Eisenbahn-Betriebsgesellschaft (im Folgenden DEBG genannt) und vom 1. Mai 1963 bis zur Stilllegung wurde die Nebenbahn von der Südwestdeutschen Eisenbahn-Gesellschaft (SWEG) betrieben.

## Streckenbeschreibung
Die Strecke Wiesloch–Meckesheim war eine 18,75 km lange eingleisige Nebenbahn in Normalspur. Sie verband die Bahnstrecke Mannheim–Basel mit den Bahnstrecken Heidelberg–Neckarelz und Meckesheim–Jagstfeld.
Von Wiesloch-Walldorf bis Wiesloch Oberstadt war die Bahnstrecke von Anfang an bis zum 17. Oktober 1955 elektrifiziert.

### Verlauf
Die Strecke begann im Bahnhof Wiesloch-Walldorf, den sie in Richtung Süden verließ und sich daraufhin nach Osten wendete und im Tal des Leimbachs aufwärts führte. Südlich des historischen Stadtkerns von Wiesloch lag der Bahnhof Wiesloch Stadt, an dessen Ostseite die Strecke nach Waldangelloch Richtung Süden abzweigte. Ab Altwiesloch auf der orographisch rechten Seite des Leimbachs liegend verließ die Trasse hinter Dielheim den Leimbachtal und folgte dessen Nebenfluss, dem Gauangelbach, weiter aufwärts. Nach Schatthausen überwand die Trasse mit Steigungen von bis zu 25 ‰ die Wasserscheide zwischen Leimbach und Elsenz und mündete im Elsenztal auf der Südseite in den Bahnhof Meckesheim. An dem 5,18 Kilometer langen Abschnitt Schatthausen–Meckesheim lagen damals keine Ansiedlungen.

## Geschichte

### Planung und Vorgänger

Am 15. April 1843 eröffneten die Großherzoglich Badischen Staatseisenbahnen den Abschnitt Heidelberg–Karlsruhe der Bahnstrecke Mannheim–Basel, die rund 3 km westlich der Stadt Wiesloch vorbeiführte.
Das Königreich Württemberg wollte als Verbindung seiner Strecken mit denen Badens eine Strecke über Sinsheim nach Wiesloch. Dies lehnte das Großherzogtum Baden ab, weshalb man sich stattdessen auf den Bau der württembergischen Westbahn einigte.
1869 war eine Strecke von Wiesloch nach Meckesheim geplant, jedoch statt über Baiertal und Schatthausen über Unterhof und Oberhof und sie hätte nördlich in den Bahnhof Meckesheim eingeführt werden sollen. Hierfür wären ein etwa 480 bis 660 m langer und ein etwa 216 m langer Tunnel erforderlich gewesen.
Am 1. September 1886 wurde die schmalspurige Pferdebahn Wiesloch eröffnet, die als Anbindung Wieslochs an das Eisenbahnnetz gedacht war. Sie fuhr vom Postamt im Stadtzentrum bis zum Bahnhof. Sie wurde am 4. Juli 1901 eingestellt.
Im Jahr 1896 gab es Überlegungen zu einer Schmalspurbahn von Eberbach über Meckesheim nach Wiesloch.

### Bau
Als in der zweiten badischen Kammer das Bahnprojekt Wiesloch–Meckesheim zusammen mit dem Bahnprojekt Wiesloch Stadt–Waldangelloch einstimmig angenommen wurden, begannen 1898 die Bauarbeiten für die Bahnstrecken. Am Bau der Strecke Wiesloch–Meckesheim waren 320 Arbeiter beteiligt, darunter befanden sich auch viele Wanderarbeiter.
Die BLEAG, die aus einem Zusammenschluss von zwei Berliner Banken, der Westdeutschen Eisenbahngesellschaft (WEG) in Köln und der Berliner Handelsgesellschaft und dem Geheimen Kommerzienrat Lenz hervorgegangen ist, wurde beauftragt, die beiden Strecken zu bauen und zu betreiben.
1900 fanden Enteignungsverfahren für die Grundstücke statt, die auf der Trasse lagen und deren Besitzer das Land nicht freiwillig verkaufen wollten.

### BLEAG-Ära (1901–1931)
Am 14. Mai 1901 eröffnete die Badische Lokal-Eisenbahnen AG (BLEAG) die Strecke feierlich. Der 3,8 km lange Abschnitt zwischen Wiesloch-Walldorf und Wiesloch Oberstadt l wurde mit Gleichspannung elektrifiziert und am 8. Juli 1901 der elektrische Betrieb eröffnet und wurde damit die erste mit Gleichspannung elektrifizierte Vollbahn im Großherzogtum Baden. Für die Stromversorgung diente das Elektrizitätswerk Wiesloch an der Staatsbahnstation. Die Traktion wurde zunächst durch Dampflokomotiven sowie auf dem elektrifizierten Abschnitt auch durch zwei Elektrotriebwagen erbracht. Den Betriebsmittelpunkt dieser Strecke sowie der nach Waldangelloch bildete der Bahnhof Wiesloch Stadt.

#### Erster Fahrplan
Der erste Fahrplan, der von BLEAG herausgegeben wurde und der von der Betriebseröffnung am 1. Oktober 1901 an galt, verzeichnete vier Fahrten vom Staatsbahnhof nach Meckesheim und zurück sowie vier Fahrten vom Staatsbahnhof nach Waldangelloch. Die Züge hatten in der Regel in Wiesloch und Meckesheim Anschluss von und nach Heidelberg und Karlsruhe bzw. von und nach Heidelberg, Neckarelz und Jagstfeld. Die Fahrt von Wiesloch nach Meckesheim dauerte durchschnittlich hin 55 Minuten und zurück 63 Minuten. Bereits im ersten Fahrplan wurde Rücksicht auf Schüler, Marktleute und Beamte genommen. So traf der erste Zug aus Meckesheim um 8:00 Uhr ein.
Der Fahrzeugbestand belief sich bei der Eröffnung auf vier Lokomotiven, zwei Triebwagen, elf Personen-, Post- und Gepäckwagen und 40 Güterwagen.

#### Betrieb bis zum Ersten Weltkrieg
Die Jahre bis zum Ersten Weltkrieg waren wirtschaftlich gute Jahre für die Nebenbahn. Die Einnahmen überwogen bis 1914 die Ausgaben. Gründe dafür waren, dass sich das Passagieraufkommen gut entwickelte, da die Bahn noch nicht mit anderen Verkehrsmitteln konkurrierte. Mit Ausbruch des Ersten Weltkriegs wurde die Nebenbahn zum Truppentransport genutzt.
Es kam im Verlauf des Kriegs zum ersten Rückgang der Fahrgastzahlen, von dem sich die Nebenbahn mit Kriegsende wieder erholen konnte.

#### Krise und Stilllegung des Abschnitts Schatthausen–Meckesheim
Doch die Wirtschaftskrise in den 1920er Jahren der Weimarer Republik bereitete der Nebenbahn erhebliche wirtschaftliche Probleme. Die Folgen zeigten sich in der Halbierung der Anzahl beförderter Personen und in der drohenden Stilllegung der Nebenbahn von Wiesloch nach Meckesheim. Schon 1920 hatte die BLEAG solche Pläne, sie wurde teilweise 1922 vollzogen.
Am 15. Dezember 1921 wurde ein Zustandsbericht von der BLEAG zur Wirtschaftlichkeit der Bahn herausgegeben: Dort wurde berichtet, dass der Abschnitt Staatsbahnhof–Wiesloch Stadt einen starken Verkehr aufweise und teilweise überlastet sei. Dagegen sei der Abschnitt Wiesloch–Meckesheim unwirtschaftlich, da geringe Einnahmen hohen Ausgaben gegenüber stehen würden, die Strecke ungünstige Steigungen und Bögen aufweise sowie der Personenverkehr sehr schwach sei. Dies Nachteile würden noch durch den ungünstigen Fahrplan verstärkt, da die Strecke an beiden Enden an die Staatsbahn anschließe. Weil Wiesloch Staatsbahnhof bevorzugt werden solle, ergäben sich schlechte Anschlüsse in Meckesheim. Die wirtschaftliche Lage könne durch Einstellung weiterer Züge gebessert werden, die Durchführung sei aber ausgeschlossen, da dichterer Verkehr sich in schwach bevölkerter Gegend nicht lohnen würde.
Die BLEAG hatte die Absicht, die Strecke Wiesloch–Meckesheim stillzulegen, um so die Ausgaben zu verringern. Als 1922 Pläne der BLEAG veröffentlicht wurden, nach denen mit dem Gleisabbau zwischen Dielheim und Meckesheim begonnen werden sollte, leistete die Bevölkerung Widerstand, maßgeblich unterstützt von der Wieslocher Zeitung. Es wurde argumentiert, dass große Opfer für den Bahnbau gebracht worden waren. Zudem hätten die Gemeinden ihre Schulden für Bahnbau noch nicht bezahlt. Die Gemeinden wollten das Verhalten der BLEAG nicht hinnehmen.
Am 15. Juli 1922 fand eine Versammlung zwischen Regierungsvertretern, dem Kreis, den Gemeinden, der BLEAG und der Generaleisenbahndirektion statt, die mit dem Ergebnis endete, dass ein Kompromissvorschlag ausgehandelt wurde. Dieser sah vor, die Nebenbahn nur zwischen Schatthausen und Meckesheim vorläufig stillzulegen. Am 1. Oktober 1922 wurde der Betrieb auf diesem durch die Steigungen betrieblich aufwändigen Abschnitt eingestellt. Danach brachte allerdings nochmal ein Sonderzug in Wiesloch hergestellte Ziegel und Backsteine zum Bau eines Hauses in Meckesheim. Da sich die Genehmigung verzögerte, wurden die Gleise erst nach 1928 abgebaut, um sie bei der Reaktivierung der Bahnstrecke Ettlingen–Busenbach zu verwenden.
Der verbliebene Verkehr wurde mit Dampflokomotiven sowie auf dem elektrifizierten Abschnitt zusätzlich mit zwei Elektrotriebwagen durchgeführt.

#### Das Ende der BLEAG
Somit gab es keine direkte Schienenverbindung mehr zwischen der Wiesloch und Meckesheim. Über die nächsten Jahre hinweg gab es immer wieder Versuche durch den Gemeinderat und Bezirksrat, den stillgelegten Abschnitt wieder zu eröffnen. Die größte Chance sahen sie in der drohenden Besetzung Heidelbergs durch die Franzosen 1923 wegen der Reparationsfragen aus dem Versailler Vertrag, da die Hoffnung bestand, der Bahnverkehr könnte über Wiesloch umgeleitet werden, wenn die Strecke wieder bis Meckesheim führen würde. Da die Besetzung jedoch nicht geschah, wurde der Plan wieder aufgegeben. Eine weitere Hoffnung bestand darin, dass die Reichsbahn die Strecke übernehmen könnte.

### DEBG-Ära (1932–1963)
Ein langsamer Aufschwung machte sich erst wieder bemerkbar, als die Bahn am 1. Januar 1932 von der BLEAG auf die Deutsche Eisenbahn-Betriebsgesellschaft AG (DEBG) übergegangen war.
1939 begann der Einsatz des ersten gebraucht erworbenen Verbrennungstriebwagens, der den beginnenden Traktionswandel hin zum Dieselbetrieb markierte.
Die Kriegsjahre überstand die Strecke weitgehend unversehrt. In den Jahren 1949 bis 1960 verlängerte die DEBG mehrmals täglich Triebwagen-Züge über die Bahnstrecke Mannheim–Basel bis Heidelberg Hauptbahnhof. Damals verkehrte außerdem noch eine Linie der Heidelberger Straßenbahn-Gesellschaft von der Stadt Wiesloch nach Heidelberg.
1950 wurden die ersten Omnibus-Linien (Wiesloch–Schatthausen und Wiesloch–Horrenberg) eingerichtet, die im Laufe der nächsten Jahre immer mehr zur Konkurrenz der Nebenbahn wurden. Ab 1953 wurde auch eine Buslinie von Schatthausen nach Mauer als Ersatz der 1922 eingestellten Bahnstrecke eingerichtet. Aber auch durch den stetig wachsenden PKW- und LKW-Verkehr verlor die Nebenbahn an Bedeutung.
Der elektrische Betrieb wurde am 17. Oktober 1955 aufgegeben. 1957 wurde die Haltestelle Wiesloch-Heilanstalt an der südlichen Zufahrt geschlossen und eine neue Haltestelle Wiesloch-Ost beim ehemaligen jüdischen Friedhof an der heutigen Merianstraße gebaut. Die DEBG wollte damit den vielen Reisenden, die zur Straßenbahn nach Heidelberg wollten oder von der Bahn kamen, den Fußweg verkürzen.

### SWEG-Ära (1963–1990)
Die DEBG übertrug die „Nebenbahn Wiesloch-Schatthausen-Waldangelloch“ am 1. Mai 1963 auf die Südwestdeutsche Eisenbahn-Gesellschaft (SWEG).
Der Personenverkehr wurde weiter betrieben. Die SWEG stellte jedoch 1961 einen Antrag auf Einstellung des Personenverkehrs für den Abschnitt Dielheim–Schatthausen, 1963 wurde er vom Regierungspräsidium genehmigt. Am 1. Juni 1964 war mit dem Ersatz der täglich noch sechs verkehrenden Zugpaare durch Busse der SWEG-Linie 2, deren Verlauf der heutigen Linie 707 ähnelt, der Personenverkehr auf der Schiene eingestellt.
Im Jahr 1966 folgte der Stilllegungsantrag für den Güterverkehr. Die SWEG gab in der Begründung an, dass die Gleise mittlerweile so schadhaft geworden seien, dass die Höchstgeschwindigkeit der Züge nur noch 20 km/h betrug. 1968 genehmigte die Landesregierung die Stilllegung des Güterverkehrs, die am 16. November 1968 vollzogen wurde.
Da die Fahrgastzahlen weiter zurückgingen, stellte die SWEG 1973 auch für den Abschnitt Wiesloch Stadt–Dielheim einen Stilllegungsantrag für Personen- und Güterverkehr. Am 31. Januar 1975 wurde der Personenverkehr auf diesem Abschnitt eingestellt, der Güterverkehr verblieb bis Altwiesloch. Der Personenverkehr ging – wie auch auf den anderen Streckenabschnitten – immer mehr auf bahneigene Omnibusse über.
Der planmäßige Personenverkehr auf dem Abschnitt Wiesloch-Walldorf–Wiesloch Stadt und weiter auf der Strecke nach Waldangelloch endete am 31. Mai 1980.
Ab 1985 führte die Deutsche Bundesbahn den Güterverkehr mit einer eigenen Lokomotive durch. 1986 endete der Güterverkehr im Abschnitt Wiesloch Stadt–Altwiesloch. Zwischen Wiesloch-Walldorf und Wiesloch Stadt blieb zunächst noch Güterverkehr erhalten. Der Stückgutverkehr auf der Strecke endete 1987. Im März 1990 entgleiste ein Zug, worauf die Strecke gesperrt und nicht wieder freigegeben wurde, und der Güterverkehr mit Wirkung vom 31. März eingestellt wurde. Die Streckenstilllegung erfolgte mit dem 1. Oktober 1993.
Im Zusammenhang mit dem Bau der Umgehungsstraßen Bundesstraße 3 und Bundesstraße 39 (heute Landesstraße 723) Ende der 1980er Jahre wurde die Strecke Wiesloch-Walldorf–Wiesloch Stadt 1986/1987 abschnittsweise aufwändig kreuzungsfrei auf einem Damm und zwei Brücken über die beiden Straßen neu trassiert. Als Bauvorleistung für einen elektrischen S-Bahn-Anschluss für Wiesloch wurde der neue Abschnitt für eine Elektrifizierung vorbereitet, indem Fundamente für die Befestigung von Oberleitungsmasten auf den Brücken hergestellt wurden.

### Nach der Stilllegung
Im Jahr 2002 wurde die Buslinie von Schatthausen versuchsweise über Mauer nach Meckesheim verlängert, was jedoch im Jahr darauf wieder aufgehoben wurde, da sich diese Verbindung trotz der schon in den ersten Monaten etwa fünfzig Fahrgästen pro Tag auch bei einer weiteren Fahrzeitverkürzung nicht lohne. Zum 1. März 2013 wurde sie bis Mauer als Linie 794 wieder eingeführt, wofür die Stadt Wiesloch etwa 20.000 Euro zahlt.
Die Strecke wurde zurückgebaut.
Mit der Regiobus-Linie 799 Sinsheim (Elsenz) Hauptbahnhof–Walldorf wurde mit dem Fahrplanjahr 2020 wieder eine direkte ÖPNV-Verbindung zwischen dem Bahnhof Wiesloch-Walldorf und der Bahnstrecke Meckesheim–Bad Friedrichshall eingeführt.
Im Herbst 2018 schlug die Stadt Wiesloch über den Städtetag die Strecke zwischen Wiesloch-Walldorf und Dielheim dem Ministerium für Verkehr Baden-Württemberg für eine bessere Anbindung für die Unternehmen in den Gewerbegebieten von Wiesloch und Walldorf und eine Entlastung des Straßenverkehrs vor. Das Ministerium nahm diesen Abschnitt im Mai 2019 in eine Liste von insgesamt 41 Bahnstrecken aufgenommen, bei denen eine Reaktivierung geprüft werden sollte. Da die Stadt Wiesloch einen Teil der Trasse am Bahnhof Wiesloch-Walldorf als Grundstück für den geplanten Gewerbepark Metropolpark vermarkten wollte, ließ sie die Strecke aus der landesweiten Potenzialuntersuchung herausnehmen. Für einen von der Stadt Wiesloch alternativ vorgeschlagener Neubau einer Straßenbahnstrecke war 2021 noch keine Planung begonnen. Eine vom Land geförderte Machbarkeitsstudie zu einer Straßenbahnverlängerung von Leimen über Wiesloch und den Bahnhof Wiesloch-Walldorf nach Walldorf, die in Wiesloch abschnittsweise die ehemalige Bahntrasse nutzen könnte, war Ende 2024 in der Umsetzung mit geplanten Ergebnissen im Sommer 2025.

## Relikte
Der Streckenverlauf kann vielerorts noch nachvollzogen werden – oftmals als Fahrradweg. Einige Relikte, wie Brücken und Gleisreste, bestehen noch.

### Wiesloch-Walldorf – Wiesloch Stadt
Die Trasse zwischen Wiesloch-Walldorf und Wiesloch Stadt blieb zu großen Teilen vorhanden und im Eigentum der Stadt Wiesloch, wurde aber an einigen Stellen unterbrochen.
Zunächst bestehen die Rampen und der Bahndamm zu bzw. zwischen den Brücken über die Bundesstraße 3 und Bundesstraße 39, sowie die Brücken selber. Hier ist jedoch kein Weg angelegt, es liegt der freie Schotter, welcher langsam von Pflanzen überwuchert wird. Die alte Strecke kann per se nicht nachvollzogen werden, jedoch sind auf Satellitenaufnahmen je nach der Jahreszeit der Aufnahme Spuren durch unterschiedlichen Pflanzenbewuchs erkennbar.
Weiter zum Bahnhof Wiesloch Stadt ist die alte Trasse nur noch als überwucherter Damm zu erkennen, der teilweise zugunsten von Straßenquerungen unterbrochen ist. Bis 2019 bestand noch die Brücke über den Waldangelbach, welche im Zuge von Renaturierungsmaßnahmen jedoch abgebaut wurde. Während die Fundamente abgetragen wurden, wurde das Stahlgerüst dem Feldbahn- und Industriemuseum Wiesloch übergeben und soll dort eine neue Verwendung finden.
Vom Bahnhof Wiesloch Stadt sind das Empfangsgebäude, Gleisreste und die Getreideumschlaghalle erhalten geblieben.

### Wiesloch – Meckesheim
Östlich des Bahnhofs Wiesloch Stadt ist die Strecke nicht mehr erkennbar, da das Gelände mit einer Wohnsiedlung bebaut wurde. Ab östlich vom Palatin ist die ehemalige Strecke als Fahrradweg nachzuvollziehen. Bei Altwiesloch besteht auch heute die Brücke über den Leimbach. Im Bahnhof Dielheim ist das frühere Gleisbett als Parkanlage auszumachen. Außerdem ist das Bahnhofsgebäude erhalten und wird als Laienspieltheater genutzt. Nach kurzer Unterbrechung führt der Fahrradweg wieder auf der alten Trasse bis in die Nähe der Straßenkreuzung nach Horrenberg und Baiertal. In diesem Bereich ist die ehemalige Trasse kaum noch zu erkennen, lediglich als reduzierter Bewuchs im Wald sowie entlang der Straße nach Baiertal in Form des teilweise noch zu erkennenden Fundaments der früheren Strecke.
Am südlichen Ortseingang von Wiesloch-Baiertal wurde 2018 von den Eisenbahnfreunden Baiertal der Triebwagen T 21 (Werdau 1929), der ursprünglich auf der Bregtalbahn im Einsatz war, auf der früheren Trasse aufgestellt. Mit diesem Denkmal soll an die einstige Bahn erinnert werden. Ab etwas weiter nördlich kann die Trasse wieder als Fahrradweg aufgenommen werden – diesmal durchgängig bis Schatthausen. In Schatthausen ist noch ein Gebäude mit Rampe zu sehen, das ehemalige Raiffeisen-Lagerhaus neben dem Bahnhofsgebäude. Außerdem ist im weiteren Verlauf das dreibogige markante Viadukt über den Ostteil des Ortes erhalten. Danach führt der Weg noch bis zum Waldrand entlang der alten Strecke. Östlich dieses Waldes ist die alte Trasse noch anhand von Böschungsbewuchs teilweise erkennbar, hier besteht eine Straßenunterführung. Die Zufahrt zum Bahnhof Meckesheim ist ebenfalls als Seitenstraße teilweise erkennbar.

## Streckennachbau im Modell
Der Verein der Modelleisenbahnfreunde Kurpfalz hat mit einiger Genauigkeit die Bahnanlagen und das Gleisbild des Bahnhofs Wiesloch Stadt nachgebaut.